# Oxyopes falcatus
Oxyopes falcatus là một loài nhện trong họ Oxyopidae.
Loài này thuộc chi Oxyopes. Oxyopes falcatus được miêu tả năm 2005 bởi Zhang, Yang & Zhu.